# Autreville, Vosges
Autreville är en kommun i departementet Vosges i regionen Grand Est (tidigare regionen Lorraine) i nordöstra Frankrike. Kommunen ligger i kantonen Coussey som tillhör arrondissementet Neufchâteau. År 2022 hade Autreville 191 invånare.

## Befolkningsutveckling
Antalet invånare i kommunen Autreville
| Referens: INSEE |